# Boobs
Boobs è un singolo del gruppo musicale russo Little Big pubblicato il 13 marzo 2024, come terzo estratto dal quinto album in studio Lobster Popstar.
La canzone, qualche giorno prima della sua effettiva pubblicazione, il 9 marzo, è apparsa nel 10º episodio della prima stagione della serie animata per adulti, Take My Muffin.

## Video musicale
Il videoclip della canzone è stato pubblicato il 13 marzo 2024 sul canale YouTube della band e vede la partecipazione, fra gli altri, del rapper Oliver Tree e della attrici pornografiche Riley Reid, Eva Elfie e Kira Noir. Il video presenta continui riferimenti espliciti al seno femminile e alle natiche.

## Tracce
Testi di Ilj'a Prusikin, musiche di Viktor Sibrinin.
1. Boobs – 2:04